# La porta chiusa (Ellery Queen)
La porta chiusa (titolo originale The Door Between) è un romanzo giallo di Ellery Queen, pubblicato nel 1937.

## Trama
Per Karen Leith la vita comincia a quarant'anni: i suoi romanzi ambientati in Giappone, dove ha vissuto da giovane, sono acclamati dalla critica e ottengono uno straordinario successo di pubblico. Per John McClure, uno dei più famosi ricercatori scientifici al mondo, soprannominato dalla stampa "Il nemico numero uno della morte", la vita comincia a cinquant'anni: Karen ha accettato di sposarlo e il matrimonio sarà celebrato a breve. Per Eva McClure, figlia adottiva del dottore, la vita comincia a vent'anni: per la prima volta è innamorata, di un giovane medico di successo. La situazione familiare apparentemente idilliaca si frantuma di colpo quando Eva va a trovare Karen per annunciarle che anche lei ha deciso di sposarsi. Trova infatti la scrittrice pugnalata a morte nel proprio studio. Il problema è che la finestra è chiusa da solide sbarre, una delle due porte è sprangata dall'interno e l'unico altro ingresso dà su una stanza dove Eva è rimasta sola nel periodo di tempo in cui l'omicidio deve essere stato commesso; il che la rende la principale sospettata agli occhi della polizia. Come dimostrare la propria innocenza? La comparsa di un poco ortodosso investigatore privato di nome Terry Ring e del famoso scrittore-detective Ellery Queen aiuterà a far luce sui misteri che si nascondono nel passato di Karen Leith, svelando i retroscena di un crimine apparentemente inspiegabile.

## Personaggi
- Dottor John McClure -  medico, ricercatore scientifico
- Eva McClure - sua figlia
- Karen Leith - famosa scrittrice
- Esther Leith McClure - sorella di Karen
- Dottor Richard Scott - medico, fidanzato di Eva
- Kinumé - domestica giapponese di Karen Leith
- O'Mara - cameriera
- Morel - avvocato e agente letterario di Karen Leith
- Buescher - editore dei libri di Karen Leith
- Flint, Piggott, Hagstrom, Ritter - poliziotti
- Dottor Samuel Prouty - medico legale
- Sergente Thomas Velie - della squadra Omicidi
- Richard Queen - capo della Squadra Omicidi
- Terry Ring - investigatore privato
- Ellery Queen - scrittore, investigatore

## Critica
"Buona parte della storia è narrata dal punto di vista di uno dei personaggi femminili. Gli effetti delle riviste sulle quali Queen pubblicava in anticipo i suoi romanzi sono evidenti in questo racconto di triangoli amorosi e relazioni. Il suo tentativo di fare riferimento al 'minimo comun denominatore' si dimostra fatale per la storia, malgrado la brillante soluzione (o soluzioni) di Ellery a un classico enigma della camera chiusa, che è molto ben congegnato ma in fin dei conti non riesce a salvare la storia, basato come è sul tirare a indovinare piuttosto che sulla deduzione. [...] In questo periodo i due cugini avevano conosciuto di persona S.S. Van Dine e si dice che Dannay abbia basato su di lui un certo numero di personaggi. John McClure, logorato da anni di ricerca di una cura per il cancro e che è giunto a trattare la fama, il denaro e la vita con distacco scientifico, avrebbe potuto essere stato modellato su Van Dine."

Il personaggio di Karen Leith presenta alcune somiglianze con la scrittrice Pearl S. Buck. Nel romanzo si cita anche Lafcadio Hearn, che nella finzione era amico del padre di Karen Leith. Sia Hearn che la Buck sono famosi per avere fatto conoscere in Occidente la cultura orientale e per avere vissuto a lungo rispettivamente in Giappone e in Cina, adottandone le usanze e la cultura. È probabile che siano state queste le principali fonti di ispirazione per il personaggio del romanzo di Queen. Pearl S. Buck è citata nel romanzo Il delitto alla rovescia, dove uno dei suoi libri (La buona terra) viene ritrovato nella valigia della vittima.

Questo è il primo libro di Ellery Queen in cui non compare più la tradizionale "Sfida al lettore" dei precedenti romanzi. Questa caratteristica tipica dei primi libri di Queen verrà ripresa solo in Colpo di grazia (1958), che riporta parte della "sfida" pubblicata nel primo romanzo della serie, La poltrona n. 30.

## Opere derivate
Da questo libro fu tratto nel 1940 il film Ellery Queen, Master Detective, diretto da Kurt Neumann e con Ralph Bellamy nella parte di Ellery Queen. Il personaggio di Nikki Porter, creato per i drammi radiofonici, fu inserito nella trama, poco fedele al romanzo e con Ellery presentato in maniera caricaturale.

## Edizioni
- Ellery Queen, La porta chiusa, collana Oscar gialli, Arnoldo Mondadori Editore, 1986,  p. 242, ISBN 978-88-04-27689-0.